# 哨戒艇26号
哨戒艇26号（ローマ字：PB No.25, PB-925）は、海上自衛隊の哨戒艇。19号型哨戒艇の8番艇。

## 艦歴
「哨戒艇26号」は、昭和47年度計画18t型哨戒艇928号艇として、IHIクラフト横浜工場で1972年12月15日に起工され、1973年3月7日に進水、1973年3月29日に就役し、横須賀地方隊横須賀防備隊第1港湾哨戒隊に編入された。
1987年7月1日、地方隊改編により横須賀防備隊が廃止となり、第1港湾哨戒隊が横須賀警備隊隷下に編成替え。
1992年10月20日、第1港湾哨戒隊が呉地方隊阪神基地隊隷下に編成替え。
1998年6月22日、除籍。